# NGC 6602
NGC 6602 is een balkspiraalstelsel in het sterrenbeeld Hercules. Het hemelobject werd op 1 juli 1886 ontdekt door de Franse astronoom Guillaume Bigourdan.

## Synoniemen
- UGC 11184
- MCG 4-43-21
- ZWG 142.35
- IRAS 18145+2501
- PGC 61674